# Moderat (grup)
Moderat és un projecte de música electrònica que es va originar a Berlín, Alemanya. Va començar com una col·laboració entre Sascha Ring, també conegut com a Apparat, i Gernot Bronsert i Sebastian Szary, també conegut com a Modeselektor. El nom Moderat és un mot creuat (conegut com a portmanteau en anglès) de les primeres lletres de Modeselektor i les darreres de Apparat. El seu primèr àlbum complet va ser publicat set anys després del seu primer EP, degut a alguns desacords creatius i diferents opinions sobre com havien de treballar.
El nou àlbum ha rebut crítiques positives. NOW Magazine va puntuar l'àlbum amb 4 punts sobre 5 descrivint-lo com "molt creatiu i sorprenentment enganxós", i Urb amb 5 punts sobre 5, elogiant-lo per ser "extremadament bonic i enganxós".
L'any 2009 van actuar a Barcelona dins del festival Sónar. Van estar de gira per Europa tot l'estiu i tardor de 2010, tocant majoritàriament a festivals.
L'any 2009, els lectors de la popular revista online de música electrònica Resident Advisor van votar Moderat com el concert núm. 1 de l'any. El 2010, van ser votats com el concert núm. 7 de l'any pels administradors del mateix lloc web.
El Març de 2012, Modeselektor va anunciar a la seva pàgina de fans de facebook que començarien a treballar en un nou àlbum a la tardor, un cop Apparat i Modeselektor finalitzessin la seva gira iniciada el 2011. El seu nou àlbum, II fou editat el 2 d'agost de 2013 digitalment i el 6 d'agost de 2013 en format físic per Monkeytown Records i Mute als Estats Units.

## Discografia
- Auf Kosten der Gesundheit (EP, BPitch Control, 2003).
- Moderat (LP, BPitch Control, 2009).
- Rusty Nails (EP) (BPitch Control, 2009).
- Seamonkey (EP) (BPitch Control, 2009).
- Gita (EP) (Monkeytown Records, 2013)
- Bad Kingdom (EP) (Monkeytown Records, 2013)
- II (LP, Monkeytown Records, 2013. Mute Records in US and Canada; Monkeytown Records elsewhere).[6]
- Last Time (EP) (Monkeytown Records, 2014)
- Bad Kingdom Remixes (EP) (Monkeytown Records, 2014)
- III (LP, Monkeytown Records, April 2016)[7]
- Live (Monkeytown Records, November 2016)[8]